# Dagmaritinae
Dagmaritinae es una subfamilia de foraminíferos bentónicos cuyos taxones se han incluidos tradicionalmente en la familia Biseriamminidae, de la superfamilia Palaeotextularioidea, del suborden Fusulinina y del orden Fusulinida. Su rango cronoestratigráfico abarca desde el Wordiense (Pérmico medio) hasta el Changhsingiense (Pérmico superior).

## Discusión
Clasificaciones más recientes incluyen Dagmaritinae en la familia Globivalvulinidae de la superfamilia Biseriamminoidea o de la superfamilia Globivalvulinoidea, del suborden Endothyrina, del orden Endothyrida, de la subclase Fusulinana y de la clase Fusulinata.

## Clasificación
Dagmaritinae incluye al siguiente género:
- Dagmarita †

Otros géneros considerados en Dagmaritinae son:
- Bidagmarita †
- Crescentia †
- Danielita †
- Labiodagmarita †
- Louisettita †, también considerado en la subfamilia Louisettitinae
- Paradagmarita †, también considerado en la subfamilia Paradagmaritinae
- Sengoerina †